# Teucholabis fulgens
Teucholabis fulgens är en tvåvingeart som beskrevs av Alexander 1913. Teucholabis fulgens ingår i släktet Teucholabis och familjen småharkrankar.
Artens utbredningsområde är Peru. Inga underarter finns listade i Catalogue of Life.